# Saint-Roch-sur-Égrenne
Saint-Roch-sur-Égrenne is een gemeente in het Franse departement Orne (regio Normandië) en telt 200 inwoners (1999). De plaats maakt deel uit van het arrondissement Alençon.

## Geografie
De oppervlakte van Saint-Roch-sur-Égrenne bedraagt 12,0 km², de bevolkingsdichtheid is 16,7 inwoners per km².
De onderstaande kaart toont de ligging van Saint-Roch-sur-Égrenne met de belangrijkste infrastructuur en aangrenzende gemeenten.

## Demografie
Onderstaande figuur toont het verloop van het inwonertal (bron: INSEE-tellingen).